# Saelices el Chico
Saelices el Chico – gmina w Hiszpanii, w prowincji Salamanka, w Kastylii i León, o powierzchni 45,55 km². W 2011 roku gmina liczyła 170 mieszkańców.